# Championnat de Formule Tasmane 1967
Navigation
1966 1968
Le Championnat de Formule Tasmane 1967 est la 4e édition du championnat de Formule Tasmane, un championnat automobile se déroulant en Australie et en Nouvelle-Zélande. 

## Résultats

### Courses
| Pays             | Pays | Name                                    | Circuit       | Date       | Vainqueur      | Voiture                  | Écurie                   | Résumé |
| ---------------- | ---- | --------------------------------------- | ------------- | ---------- | -------------- | ------------------------ | ------------------------ | ------ |
| Nouvelle-Zélande | 1    | Grand Prix de Nouvelle-Zélande          | Pukekohe      | 7 janvier  | Jackie Stewart | BRM P261                 | Owen Racing Organisation | Résumé |
| Nouvelle-Zélande | 2    | Trophée Lady Wigram                     | Wigram        | 21 janvier | Jim Clark      | Lotus 33 Coventry Climax | Team Lotus               | Résumé |
| Australie        | 3    | Craven Filter Lakeside International 99 | Lakeside Park | 12 février | Jim Clark      | Lotus 33 Coventry Climax | Team Lotus               | Résumé |
| Australie        | 4    | Grand Prix d'Australie                  | Warwick Farm  | 19 février | Jackie Stewart | BRM P261                 | Owen Racing Organisation | Résumé |
| Australie        | 5    | Coupe International de Sandown          | Sandown       | 26 février | Jim Clark      | Lotus 33 Coventry Climax | Team Lotus               | Résumé |
| Australie        | 6    | South Pacific Trophy                    | Longford      | 6 mars     | Jack Brabham   | Repco Brabham BT23A      | Ecurie Vitesse           | Résumé |

### Classement
En fin de championnat, les pilotes pouvaient retirer de leur compteur une course australienne et une course néo-zélandaise, à la condition que ces courses ne soient ni le Grand Prix d'Australie ni le Grand Prix de Nouvelle-Zélande. Les points des courses retirées sont indiqués entre parenthèses.
| Pos | Pilote            | Voiture                                               | Ecurie                               | Puk | Wig | Lak | War | San | Lon | Pts |
| --- | ----------------- | ----------------------------------------------------- | ------------------------------------ | --- | --- | --- | --- | --- | --- | --- |
| 1   | Jim Clark         | Lotus 33 Coventry Climax                              | Team Lotus (Overseas) Ltd            | 2   | 1   | 1   | 2   | 1   | 2   | 45  |
| 2   | Jackie Stewart    | BRM P261                                              | Owen Racing Organisation             | 1   | Ret | Ret | 1   | Ret | Ret | 18  |
| =   | Jack Brabham      | Repco Brabham BT22 Repco Brabham BT23A                | Ecurie Vitesse                       | Ret | 13  | 2   | 4   | NC  | 1   | 18  |
| =   | Frank Gardner     | Repco Brabham BT16 Coventry Climax                    | Alec Mildren Racing Pty Ltd          | DNS | 4   | 3   | 3   | 3   | 4   | 18  |
| 5   | Richard Attwood   | BRM P261                                              | Owen Racing Organisation             | 3   | 2   |     |     |     |     | 10  |
| 6   | Kevin Bartlett    | Repco Brabham BT11A Coventry Climax                   | Alec Mildren Racing Pty Ltd          | Ret | 5   | 5   | 6   | 5   | 5   | 9   |
| 7   | Leo Geoghegan     | Lotus 39 Coventry Climax                              | Geoghegan Racing Division            |     |     | Ret | 5   | 2   | DNS | 8   |
| 8   | Denny Hulme       | Repco Brabham BT7A Coventry Climax Repco Brabham BT22 | L Stanton Ecurie Vitesse             | Ret | 3   | 4   | Ret | Ret | Ret | 7   |
| =   | Chris Irwin       | BRM P261                                              | Owen Racing Organisation             |     |     |     | Ret | 4   | 3   | 7   |
| 10  | Jim Palmer        | Repco Brabham BT22 Coventry Climax                    | Jim Palmer Motor Racing              | 4   | Ret |     |     |     |     | 3   |
| =   | John Harvey       | Repco Brabham BT14 Ford                               | RC Phillips Sports Car World Pty Ltd |     |     | 6   | Ret | 6   | 6   | 3   |
| 12  | Graeme Lawrence   | Repco Brabham BT14 Ford                               | Lawrence Motors                      | 5   | 12  |     |     |     |     | 2   |
| 13  | Dene Hollier      | Lotus 27 Ford                                         | Dene Hollier Ltd                     | 6   | Ret |     |     |     |     | 1   |
| =   | Roly Levis        | Repco Brabham BT14 Ford                               | Levis Racing Team                    | 9   | 6   |     |     |     |     | 1   |
| —   | Jim Boyd          | Repco Brabham BT4 Coventry Climax                     | SH Jensen                            | 7   | 7   |     |     |     |     | 0   |
| —   | Bill Stone        | Repco Brabham BT6 Ford                                | Levis Racing Team                    | 8   | 8   |     |     |     |     | 0   |
| —   | Ken Sager         | Repco Brabham BT16 Ford                               | JH Sager                             | 10  |     |     |     |     |     | 0   |
| —   | Laurence Brownlie | Repco Brabham BT6 Ford                                |                                      | 11  | DNS |     |     |     |     | 0   |
| —   | John Weston       | Repco Brabham BT2 Ford                                |                                      | 12  | 11  |     |     |     |     | 0   |
| —   | Don MacDonald     | Repco Brabham BT10 Ford                               |                                      | 13  | Ret |     |     |     |     | 0   |
| —   | Grahame Harvey    | Repco Brabham BT6 Ford                                |                                      | Ret | 10  |     |     |     |     | 0   |
| —   | Ken Smith         | Lotus 22 Ford                                         |                                      | Ret |     |     |     |     |     | 0   |
| —   | Pat McLoughlin    | Cooper T53 Coventry Climax                            |                                      | Ret |     |     |     |     |     | 0   |
| —   | Dennis Marwood    | Cooper T66 Coventry Climax                            | Ecurie Rothmans                      | Ret | Ret |     |     |     |     | 0   |
| —   | Bill Thomasen     |                                                       |                                      | DNS |     |     |     |     |     | 0   |
| —   | Red Dawson        | Repco Brabham BT7A Coventry Climax                    |                                      | DNS | 9   |     |     |     |     | 0   |
| —   | Kerry Grant       | Repco Brabham BT11A Coventry Climax                   | Grant & Liddle                       | DNS |     |     |     |     |     | 0   |
| —   | Peter Yock        | Repco Brabham BT6 Ford                                |                                      |     | DNQ |     |     |     |     | 0   |
| —   | Paul Bolton       | Repco Brabham BT7A Coventry Climax                    | L Stanton                            |     | DNQ |     | Ret | DNS |     | 0   |
| —   | Glyn Scott        | Lotus 22 Ford                                         | Glyn Scott Motors                    |     |     | 7   | 7   | 8   |     | 0   |
| —   | Mel McEwin        | Elfin Mono Ford                                       | M McEwin                             |     |     | 8   | Ret | Ret |     | 0   |
| —   | Piers Courage     | BRM P261                                              | Owen Racing Organisation             |     |     | Ret |     |     |     | 0   |
| —   | Spencer Martin    | Repco Brabham BT11A Coventry Climax                   | Bob Jane Racing Team                 |     |     | Ret | Ret | Ret | Ret | 0   |
| —   | Greg Cusack       | Lotus 32B Coventry Climax                             | Castrol Team                         |     |     | Ret |     |     |     | 0   |
| —   | Ian Cook          | Elfin Mono MkIIB Ford                                 | I Cook                               |     |     | Ret | Ret | 7   |     | 0   |
| —   | Mike Champion     | Repco Brabham BT2 Ford                                | Competition Cars Australia           |     |     |     | 8   |     |     | 0   |
| —   | Graham Hill       | Lotus 48 Ford Cosworth FVA                            | Team Lotus (Overseas) Ltd            |     |     |     | Ret |     |     | 0   |
| —   | Peter Macrow      | Cheetah Mk3 Ford                                      | RP Creed                             |     |     |     |     | NC  |     | 0   |
| —   | Jack Hunnam       | Elfin Mono MkIID Ford                                 | Jack Hunnam Motors                   |     |     |     |     | Ret |     | 0   |

Légende
- Abd : N'a pas terminé la course.
- Dép : N'a pas pris le départ.
- Qua : Ne s'est pas qualifié.

| Position | 1 | 2 | 3 | 4 | 5 | 6 |
| -------- | - | - | - | - | - | - |
| Points   | 9 | 6 | 4 | 3 | 2 | 1 |